# Pekah
Pekah (más néven Péka) az Izraeli Királyság uralkodója a Kr. e. 8. században.
Pekahja testőrjeinek tiszte volt, majd megölette a királyt és maga ült a trónra. Az arámi királlyal egy Asszíria-ellenes szövetséget próbált létrehozni. Megtámadta az arámiakkal Akház júdai királyt és Jeruzsálemet megostromolta. Akház király kérésére III. Tiglatpilezer a segítségére jött, elfoglalta Damaszkuszt és az Izraeli Királyság nagy részét, és sok észak-izraelitát deportált Asszíriába. Végül Pekaht Hóseás ölette meg.

## Fordítás
- Ez a szócikk részben vagy egészben  a   Pekah című angol Wikipédia-szócikk fordításán alapul.  Az eredeti cikk szerkesztőit annak laptörténete sorolja fel. Ez a jelzés csupán a megfogalmazás eredetét és a szerzői jogokat jelzi, nem szolgál a cikkben szereplő információk forrásmegjelöléseként.